# Dinamo Włodzimierz
Dinamo Włodzimierz (ros. Футбольный клуб «Динамо» Владимир, Futbolnyj Kłub "Dinamo" Władimir) – rosyjski klub piłkarski z siedzibą w mieście Włodzimierz, działający w latach 1947–1951.

## Historia
Chronologia nazw:
- 1947: Dinamo Włodzimierz (ros. «Динамо» Владимир)
- 1951: klub rozwiązano

Piłkarska drużyna Trud została założona w 1947 w mieście Włodzimierz
Piłkarska drużyna Dinamo została założona we Włodzimierzu w 1947 roku. W 1949 zespół startował w rozgrywkach Pucharu ZSRR oraz w Drugiej grupie Mistrzostw ZSRR. W latach 1947, 1948 i 1950 brał udział w Pucharze Rosyjskiej FSRR wśród drużyn kultury fizycznej. Również w 1948 i 1950 występował w Mistrzostwach Rosyjskiej FSRR wśród amatorów. 
Po zakończeniu sezonu 1951 klub został rozwiązany.

## Sukcesy
- Puchar ZSRR:
  - 1/64 finału (1x): 1940.
- Klasa B Mistrzostw ZSRR:
  - 6. miejsce (1x): 1949 (strefa 4 Rosyjskiej FSRR)

## Inne
- Torpedo Włodzimierz